# Чорна ропуха
Чорна ропуха (Melanophryniscus) — рід безхвостих земноводних родини ропухових. Має 27 видів.

## Опис
Загальна довжина представників цього роду коливається від 2 до 4 см. Спостерігається статевий диморфізм: самиці більші за самців. Деякі види мають значне потовщення на голові. Морда коротка. Тулуб приземкуватий. Шкіра бородавчаста, з сильною отрутою-алколоїдами. Задні лапи короткі. Забарвлення чорне або темно-коричневе з червоними, жовтими, помаранчевими цяточками або крапочками.

## Спосіб життя
Полюбляють тропічні ліси, гірські місцини. Активні переважно вдень, особливо під час дощів. Живляться дрібними безхребетними.
Це яйцекладні амфібії. Розмноження відбувається у жовтні—листопаді. Самиці прикріплюють яйця до листя, неподалік від води.

## Розповсюдження
Мешкають в Аргентині, на півдні Болівії, Бразилії, Парагваю і Уругваю.

## Види
- Melanophryniscus admirabilis
- Melanophryniscus alipioi
- Melanophryniscus atroluteus
- Melanophryniscus cambaraensis
- Melanophryniscus cupreuscapularis
- Melanophryniscus devincenzii
- Melanophryniscus dorsalis
- Melanophryniscus estebani
- Melanophryniscus fulvoguttatus
- Melanophryniscus klappenbachi
- Melanophryniscus krauczuki
- Melanophryniscus langonei
- Melanophryniscus macrogranulosus
- Melanophryniscus montevidensis
- Melanophryniscus moreirae
- Melanophryniscus pachyrhynus
- Melanophryniscus paraguayensis
- Melanophryniscus peritus
- Melanophryniscus rubriventris
- Melanophryniscus sanmartini
- Melanophryniscus setiba
- Melanophryniscus simplex
- Melanophryniscus spectabilis
- Melanophryniscus stelzneri
- Melanophryniscus tumifrons
- Melanophryniscus vilavelhensis
- Melanophryniscus xanthostomus